# 电现象

法國圖魯茲上空的閃電

电现象（electrical phenomena）是关于电的物理现象，例如人类熟知的闪电就是自然界中的一种放电现象。此外，随着电学的发展，人们还认识到了摩擦起电、静电感应、电磁感应、壓電效應等各种电现象。

## 起电现象

### 摩擦起电
早在公元前五世紀，古希臘哲學家泰勒斯發現用絲綢或法蘭絨摩擦琥珀後，能夠吸引輕小物體的「現象」，因此希臘語的ελεκτρον（琥珀）就是英语中的“電”的词源。公元一世紀，東漢的王充在《論衡》中記載「頓牟掇芥」。頓牟就是琥珀，意思是當琥珀經摩擦後，即能吸引像草芥一類的輕小物體。
这一现象实际上包括两个方面：
1. 「摩擦起电」，是通过摩擦的方式使得物体带上电荷的物理现象。摩擦起電的步驟，是使用两种不同的绝缘体相互摩擦，使得它们的最外层电子得到足够的能量发生转移，摩擦起電後兩絕緣體必帶等量異性電。
2. 「静电吸附」，是当带静电的物体靠近微小的不带静电的物体时，微小物體表面的自由電荷发生轉移，感应出与带静电物体相反的电性，而被吸引贴附于带静电物体上。利用静电吸引轻小物体的原理，可以达到吸附工业粉尘的效果。

### 静电感应
电学中的静电感应是指导体中的电荷在外电场的作用下在导体中重新分布的现象，由英国科学家约翰·坎通和瑞典科学家约翰·卡尔·维尔克分别在1753年和1762年发现。

### 静电屏蔽
靜電屏蔽現象是指对于一個接地的空腔導體，外接電場不會影響腔內的物體，腔內帶電體的電場也不會影響腔外的物體。靜電屏蔽的應用很廣泛，例如電子儀器外的金屬網罩、電纜外層包裹的金屬皮等都是用於防止外部電場對內部的影響。需要注意，如果外部的電場是交變電場，則靜電屏蔽的條件不再成立，另見電磁屏蔽。

## 放电现象

### 人体放电
靜電放電指靜電的正電荷或是負電荷逐漸累積，與周圍環境產生電位差，經由放電路徑而產生的电荷在不同電位之間移轉的現象。西元三世紀，晉朝的張華在《博物志》中記載：“今人梳頭，解著衣，有隨梳解結，有光者，亦有吒聲”。這是指頭髮因摩擦起電，在放电时發出的閃光和劈啪之聲。

### 大气放电
闪电是人类熟知的放电现象，在放电过程中伴随着雷声，合称为雷电现象。在夏季较为常见，在冬季下雪时也可能发生，即雷雪，但是发生機會相当微小。特殊情况下，雷暴天气中还会出现球状闪电等现象。
中高层大气放电是發生在中高層大氣的特殊放电现象，与对流层闪电較爲不同，属于瞬态发光事件，包括紅色精靈、蓝色喷流、巨大喷流以及淘氣精靈等。
- 紅色精靈（Red sprites）通常成簇发生在离地面30～90公里的高空（中气层），呈红橙色，下部为卷须状，上部则有弧形枝状结构，有时其顶端还会出现淡红光晕[8]。1989年7月6日，明尼苏达大学的科学家首次拍摄到紅色精靈，其后在世界各地都观察到了这种现象[9]。紅色精靈被认为是很多高海拔飞行器无端故障的元凶[10]。
- 蓝色喷流（Blue jets）通常呈细锥形，从积雨云的顶端一直延伸到离地面40～50公里的电离层[11]。蓝色喷流在1989年10月21日由一艘经过澳大利亚上空的航天飞机初次观测到。至2007年为止，学界只有不到100张关于蓝色喷流的照片。这些照片绝大多数都是在1994年阿拉斯加大学对红色精灵的一次研究中拍摄的[12]。

### 电晕放电
电晕放电是由于电场强度过大，导致非导电介质被击穿，而形成的放电现象。尖端放電為电晕放电的一種，当導體尖端周圍的空氣被導體產生的電場電離时，就會發生该物理現象。1752年美国科学家本傑明·富兰克林利用尖端放电的现象，发明了避雷针。
汽车静电天线的工作原理就是通过其内部的金属导线将车内静电传导到天线上，再通过空气或者地面传到大自然，达到消除车内静电的目的。

### 弧放電
弧放電是由于电场过强，通常状态下的绝缘介质（例如空氣）发生電擊穿而持续形成等离子体，使得电流通过的現象。当通电的高电压电路出现导体与导体的分开时，也会出现电弧 。1808年漢弗里·戴維利用此一現象發明了弧光燈。

19世纪50年代，德国物理學家尤利烏斯·普吕克将一支空气含量万分之一的玻璃管两端装上两根白金丝，并在两电极之间通上高压电，观察到了輝光放电现象，并且发现，辉光是在带负电的阴极附近出现的。1858年，普吕克指出富兰克林的猜测是错误的——即电荷是从阴极发射到阳极而不是相反:392-394。

## 電傳導

### 导体
電傳導是指导体內，載電荷的粒子的運動，形成了電流。這運動可能是因為感受到電場的作用而產生的，也可能是因為載子分佈的不均勻引發的擴散機制的結果。常見的導體有金屬、電解質溶液等。
1753年，義大利物理學家喬凡尼·貝卡立亞（Giovanni Beccaria）在研究物質的導電性質时，在電路裏加裝了盛滿了水的玻璃管，并發現玻璃管的截面面積越大，電流強度越大。

### 绝缘体

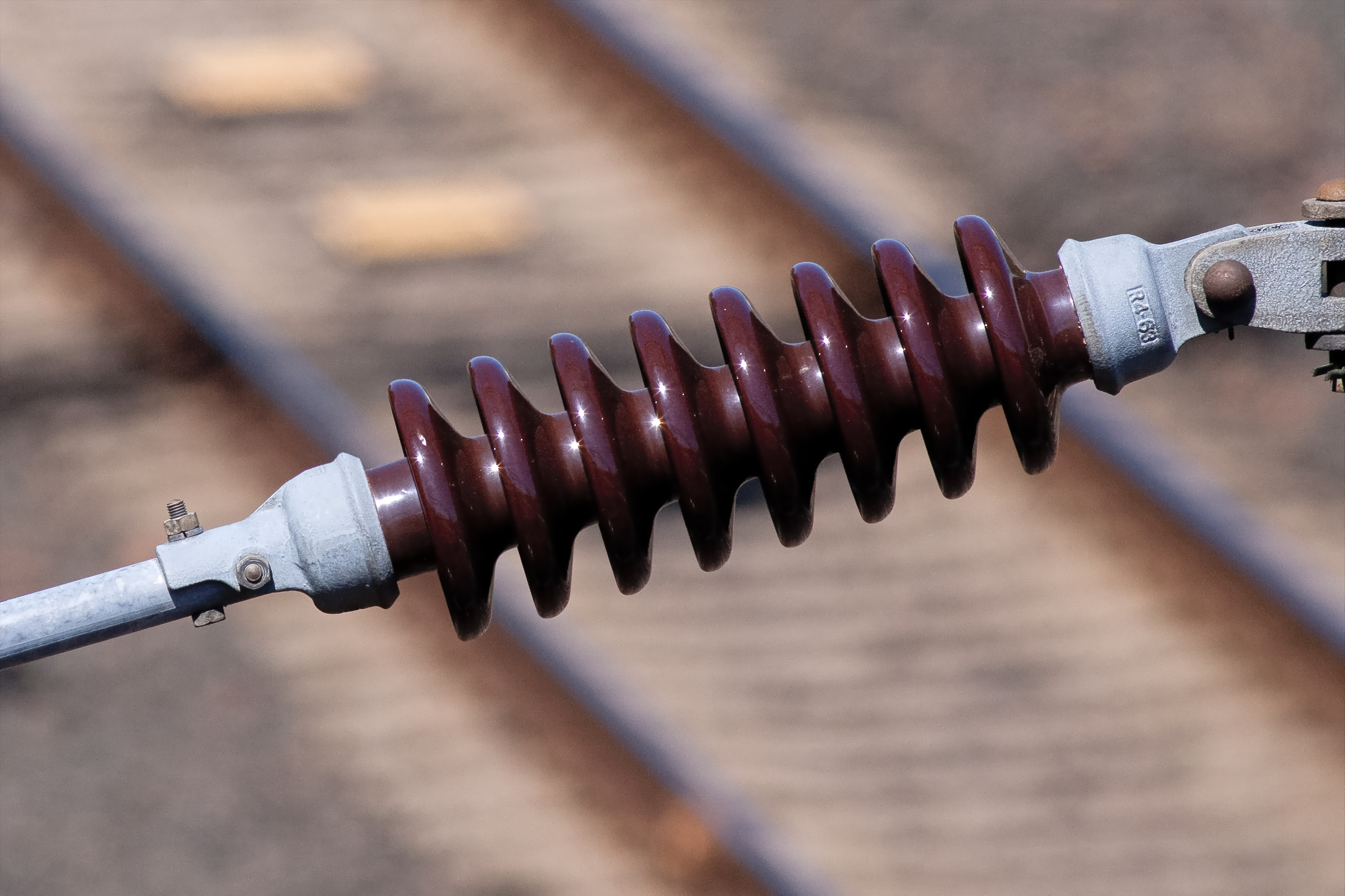
铁路上的陶瓷绝缘体

在绝缘体中，由于价带电子被紧密的束缚在其原子周围，电荷无法在其内部自由流动，具有很小的电导率，因此可以用来支撑或分离各个电导体，不让电流流过。玻璃，纸或聚四氟乙烯等材料都是非常好的电绝缘体。
介电现象是当绝缘材料被施加电压后，在绝缘体内部产生正、负电荷的现象。这種可被電極化的絕緣體被称为介電質。介電質的用途相當廣泛，由于其電傳導能力很低，又有很好的介電強度（dielectric strength），所以可以用來製造電絕緣體；另外介電質可被高度電極化，是優良的電容器材料。某些介電質存在自发的电极化现象，并且能够在外加电场的作用下可以被反转，被称为铁电性。铁电性物质在电极反转的过程中还存在介电迟滞现象。

### 半导体
半导体材料的導電性可受控制，其電傳導能力介于絕緣體和導體之間。如热敏电阻对温度敏感，在不同的温度下表现会出不同的电阻值。第一個NTC熱敏電阻是法拉第在1833年研究硫化銀的半導體特性時發現的。

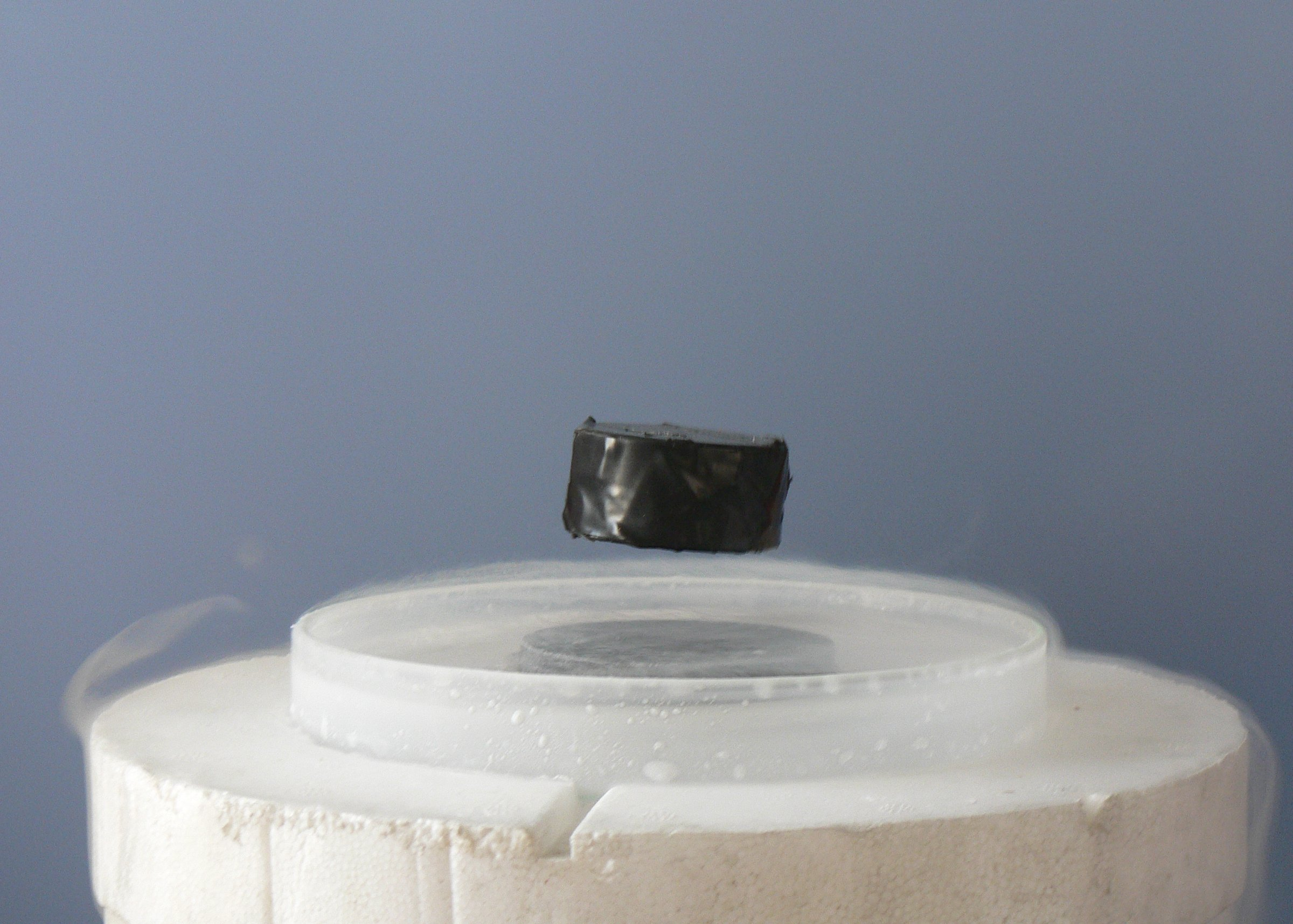
麥士納效應中的超導體

### 超导现象
1911年春，荷兰物理学家海克·卡末林·昂內斯在用液氦将汞的温度降到4.15 K时，发现汞的电阻降为零，他把这种现象称为超导现象，并因此而获得诺贝尔物理学奖。此外，超导体还具有完全抗磁性，称之为邁斯納效應。
2015年，物理學者發現，硫化氫在極度高壓的環境下(至少150GPa，也就是約150萬標準大氣壓)，約於溫度203K （-70 °C）時會發生超導相變，是目前已知最高溫度的超導體。非常有趣的是，硫化氫属于传统BCS超导体，这一发现也重新开拓了传统超导体的新领域。

## 电磁现象
1820年，漢斯·奧斯特在課堂做實驗時意外發現，電流能夠使磁针发生偏轉，演示出電流周圍會生成磁場，即電流的磁效應。1825年，英國人威廉·思特金利用这一现象，將通有電流的金屬線纏繞在絕緣的棒上，發明了電磁鐵。

### 电磁感应
电磁感应现象是指导体在磁场中运动，或導體处在變化的磁场中，會產生電動勢的物理现象，是发电机、感应马达、变压器等许多电力设备的原理和基础。1831年麥可·法拉第通过实验發現，封閉電路中感應電動勢的大小，等於穿過這一電路磁通量的變化率，被称为法拉第電磁感應定律。
1834年德国物理学家海因里希·楞次发现由於磁通量的改變而產生的感應電流，其方向為抵抗磁通量改變的方向，被称为楞次定律。楞次定律对法拉第電磁感應定律做了补充，指出電感是當通過載流迴路的電流发生改變時，會出現電動勢來抵抗電流的改變。術語「電感」是1886年由奥利弗·赫维赛德命名，分为自感和互感。通常自感是以字母「L」標記，是為了紀念物理學家海因里希·楞次的貢獻；互感是以字母「M」標記，是其英文（Mutual Inductance）的第一個字母。
渦電流現象是由法國物理學家萊昂·傅科在1851年發現，是由電磁感應效應所产生。当一個运动的磁場與金屬導體相交，或是由运动的金屬導體與磁場垂直交會时，会產生一個在導體內循環的電流。磁场变化越快，感应电动势就越大，涡流就越强。该原理可以應用在无损检测方面，如飛機機身與零件的表面及近表面的检测；也可以应用在电磁制动方面，如电磁涡流制动器。

### 霍尔效应
1879年，埃德溫·赫伯特·霍爾在馬里蘭州約翰霍普金斯大學攻讀博士時發現當固體導體放置在一個磁場內，且有電流通過時，導體內的電荷載子受到洛倫茲力而偏向一邊，繼而產生電壓的現像，被称之为霍爾效應。

### 大地电流
大地电流是指在地下或海洋中流通电流的现象，主要是因自然因素和人类活动的双重作用而产生，这些不连续的电流以较为复杂的形式相互作用。大地电流具有极低频，在地球表面大范围地流动。
1862年9月，科学家在慕尼黑的阿尔普斯（Munich Alps）进行实验，观测到的地球电流主要是因为地磁场外层部分的强度改变产生了电磁感应，而地磁场强度的改变又归因于太阳风和磁层（英語：Magnetosphere）的相互作用或者是电离层中太阳的辐射效应。大地电流的电势差可以在地球上不同地点之间测量到，进而可以通过计算得到大地电流的大小和方向以及地球的电导。大地电流具有白昼的特性，电流矢量的方向基本是朝向太阳的。任意时刻，大地电流在地球向阳的一个半表面上流动。在白天，大地电流趋向赤道移动；在夜晚，则趋向两极移动。

### 电磁干扰
电子元器件可能会受到对外界电磁波的影响，而不能正常工作，这种现象称为电磁干扰。例如，电视荧光屏上常见的“雪花”，就是电视接受到的讯号受到干扰的表现。电子设备为了不干扰其它设备，也为了不受其它设备的影响，需要有良好的電磁兼容性。

## 与机械能作用

### 库伦定律
1767年，約瑟夫·普利斯特里發現，在帶電金屬容器的內部，電作用力為零，因而猜測帶電物體作用於彼此之間的吸引力與萬有引力都遵守相同的规律。1785年，法国物理学家查尔斯·库仑用扭秤（torsion balance）做實驗證實了普利斯特里的猜測，即：兩個帶電物體之間的作用力與距離平方成反比，与电量乘积成正比，作用力的方向在它们的连线上，而且同号电荷相斥，异号电荷相吸的现象，被称为库仑定律。

改變壓電材料的形狀会產生電壓（示意圖）

### 壓電效應
壓電效應是電介質材料中一種機械能與電能互換的現象，由皮埃爾·居里和雅克·居里兄弟于1880年發現。1881年，他們通過實驗驗證了逆壓電效應，并得出了正逆壓電常數。

### 壓阻效應
壓阻效應是用來描述材料在受到機械式應力下所產生的電阻變化。不同於壓電效應，壓阻效應只產生阻抗變化，並不會產生電荷。1856年，凱爾文(Lord Kelvin)第一次發現金屬的阻抗在施加機械性負荷時會產生改變。1954年，Smith 第一次在矽及鍺中發現高度的壓阻效應。

### 別費爾德-布朗效應
别费尔德-布朗效应是指，当一对有特定几何结构的电极相对放置，浸入绝缘介质后，再加上合适的电压，一种试图移动装置的力就会产生，是由美國年輕物理學家布朗（Thomas Townsend Brown）在1921年的實驗中發現。有多种理论曾试图解释该效应，但都无法得到公认，直到《流言终结者》第68期刊文证明这种效应实际上是“空气被高压金属丝电离，然后被铝箔吸引下降”所产生的空气推力，而并非改变引力数值。这种装置在真空中无法产生抵消引力的作用力，因为没有空气作为动力媒介。

## 电离现象
等离子体的概念最早由美国著名的科学家Langmuir在1920年提出。通俗的说，等离子体就是电离的气体。比较严格的定义是：等离子体是由电子、阳离子和中性粒子组成的整体上呈电中性的物质集合。

## 热电效应
热电效应是一個由温差产生电压的直接转换，且反之亦然。简单的放置一个热电装置，当他们的两端有温差时会产生一个电压，而当一个电压施加于其上，他也会产生一个温差。一般来说，热电效应包括塞贝克效应、帕尔帖效应与汤姆孙效应三个分别各自定义过的效应。
此外，还有一个电现象叫焦耳加热，是指當一个电压通过一个阻抗物质上，即會產生熱。帕尔帖-塞贝克效应与汤姆孙效应是可逆的，但是焦耳加热不可逆。

## 光电现象

### 光电效应
1887年，德國物理學者海因里希·赫茲發現，当紫外線照射到金屬電極上时，会產生放电现象，被称为光电效应。1905年，阿爾伯特·愛因斯坦給出了光電效應實驗數據的理论解釋，推动了量子力學的诞生，因此获得了1921年的諾貝爾物理學獎。要發生光電效應，光的頻率必須超過金屬的特徵頻率；而从光电效应中發射出來的電子稱為「光電子」。
内光电效应是光电效应的一种，主要由于光量子作用，引发物质电化学性质变化。内光电效应又可分为光电导效应和光伏效应:1060-1063:1240-1246。其中光电导效应是当入射光子射入到半导体表面时，半导体吸收入射光子产生电子空穴对，使其自生电导增大的现象。而光生伏打效应是指当一定波长的光照射非均匀半导体（如PN结），在自建场的作用下，半导体内部产生光电压的现象，是由法国物理学家亞歷山大·愛德蒙·貝克勒爾（Alexandre Edmond Becquerel）于1839年发现的。

### 電致發光
電致發光是指電流通過物質時或物質處於強電場下發光的現象。会产生電致發光的材料有摻雜了銅和銀的硫化鋅、藍色鑽石（含硼）、砷化鎵等，已有的應用為电致发光显示器（ELD）。发光二极管（LED）是一种利用電致發光效应发光的半导体电子元件，具有效率高、寿命长、不易破损、反应速度快、可靠性高等传统光源不及的优点。

## 与生物体作用

### 觸電

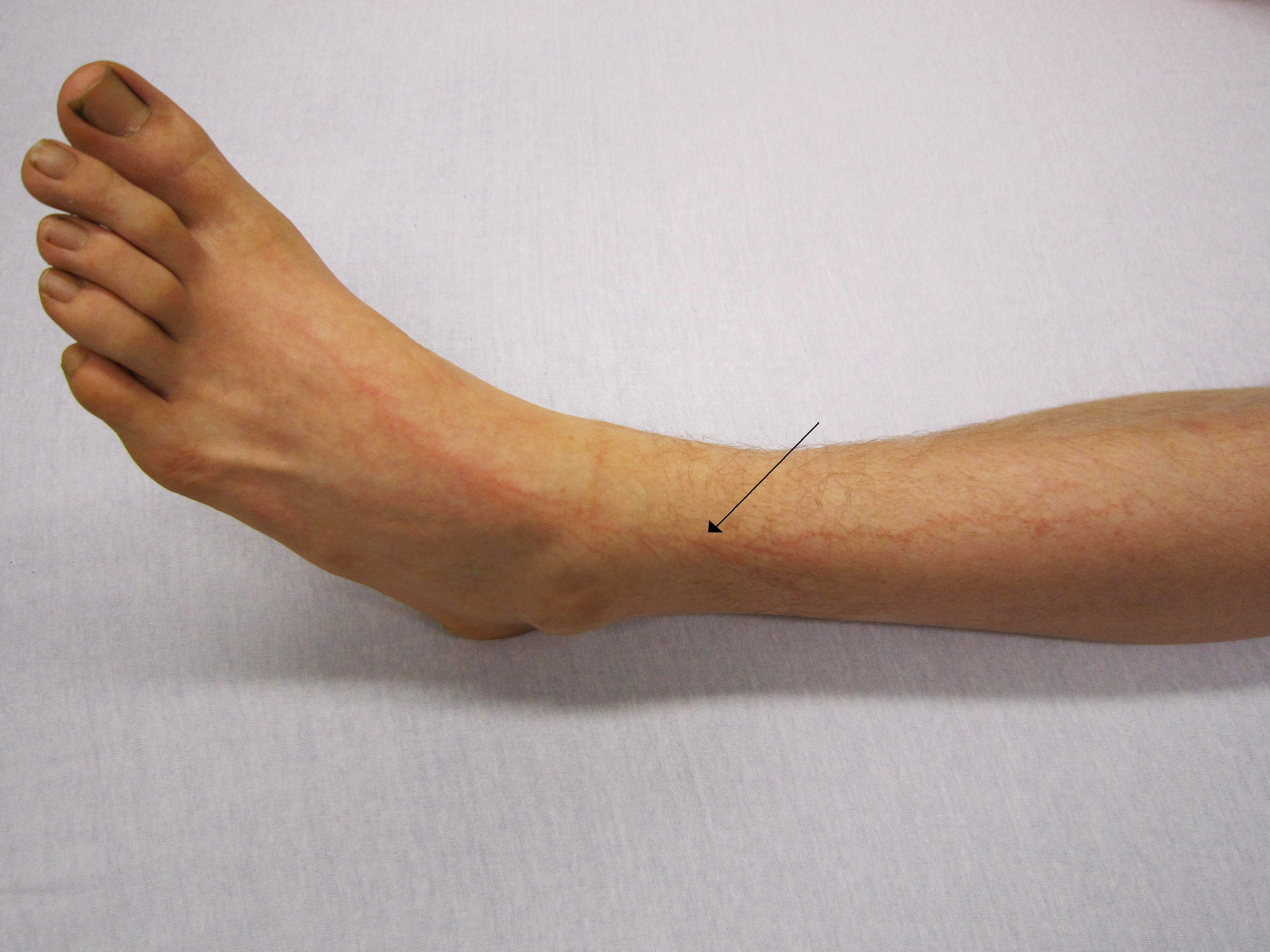
腿部表面紅色條狀痕是電流流經的痕迹

当较大的電流经过人體时，会感受到疼痛甚至受到傷害，称之为觸電。广义上讲，被雷電擊中（遭雷擊）也屬於觸電。触电的損害主要在於加熱身體組織以及干擾神經控制（尤其是對心臟的控制）。
根据电流强度不同，触电产生的感觉或伤害等级也不同：对5mA 的電流，仅有電擊感覺，一般沒有傷害；对10mA 的電流，肌肉会發生纖維性抽搐， 可能無法自行鬆脫電線；对100mA 的電流，接觸幾秒，便足以致命；对1A 的電流，身體組織因過熱而嚴重燒傷。
此外，触电产生的伤害还与接觸时间的長短有关系。例如靜電放電造成的觸電，虽然有高電壓和大電流，但由于接触时间短，一般只會造成短暫的刺痛感，不一定會對人造成伤害。

### 生物电
有些生物（像鯊魚）能夠探測和響應電場的改變，這種能力稱為電覺（electroreception）。还有些生物（如電鰻）能夠自身製造高壓電，用來攻擊對方或防衛自己。
1791年，路易吉·伽伐尼發現，电流会使青蛙肌肉會顫動，因此創建了生物電學術領域。现在人们已经知道，所有動物沿著牠們的細胞膜以電壓搏動，稱為動作電位，來傳達信息。動作電位的功能包括神經系統的神經元與肌肉之間的信息傳遞。電擊會刺激這系統，使肌肉收縮。此外，動作電位也負責協調某些植物的功能。